# Saxlingham Nethergate
Saxlingham Nethergate – wieś w Anglii, w hrabstwie Norfolk, w dystrykcie South Norfolk. Leży 12 km na południe od Norwich i 149 km na północny wschód od Londynu. Miejscowość liczy 676 mieszkańców.